# Sokola Perć

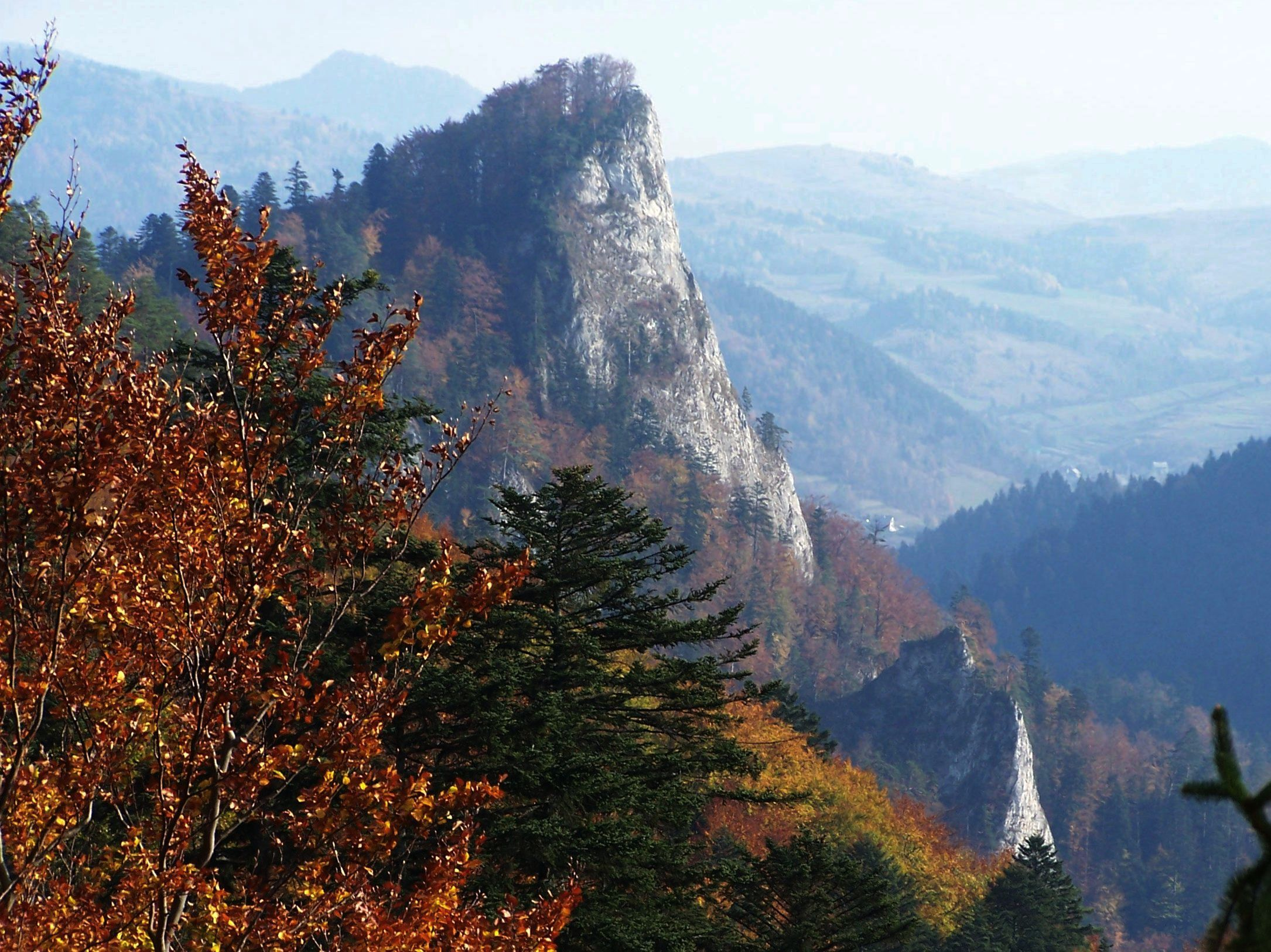
Sokolica

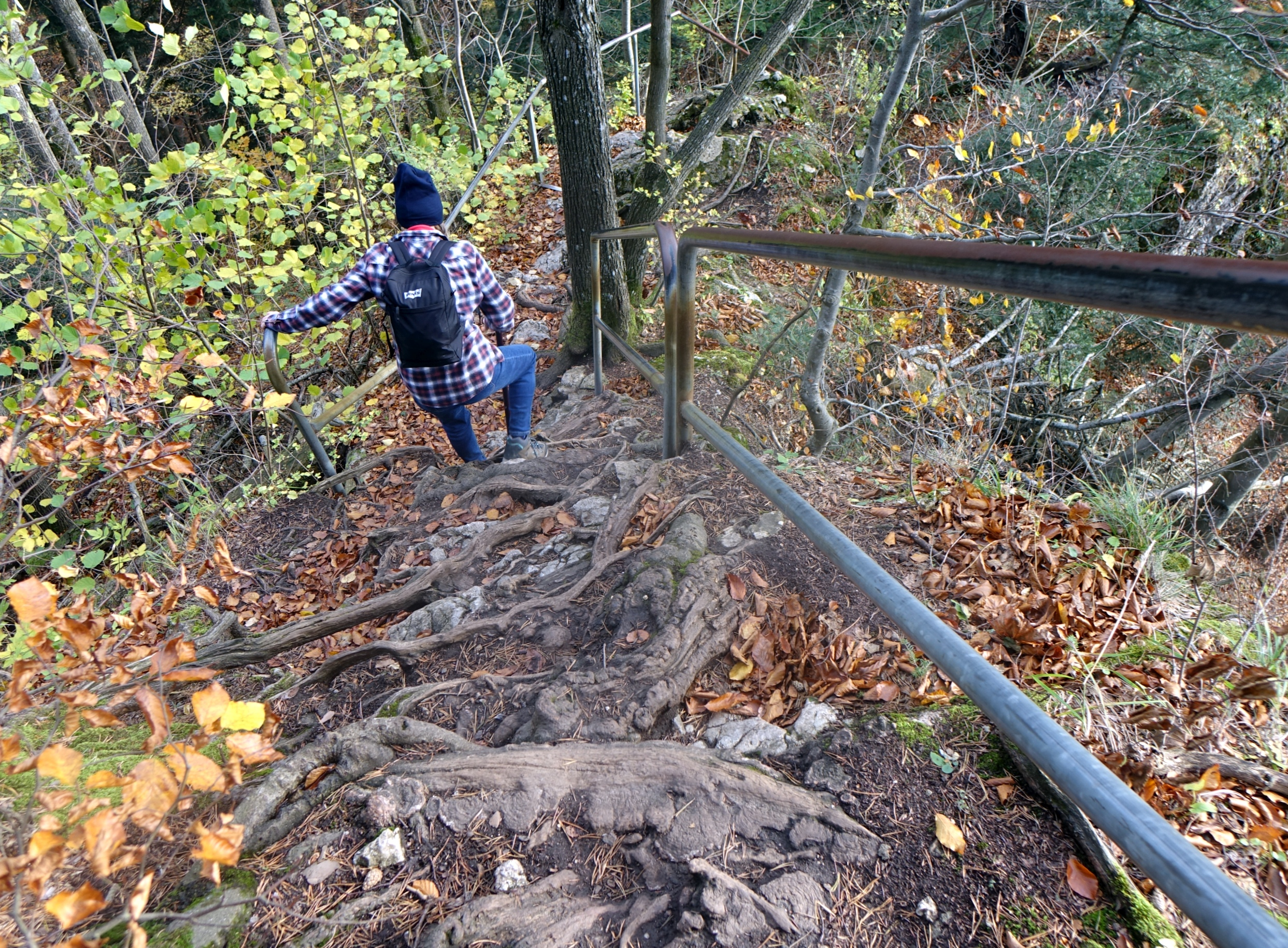
Sokola Perć

Sokola Perć – szlak turystyczny w Pieninach, fragment Głównego Szlaku Pienińskiego znakowanego niebiesko.
Sokola Perć wiedzie skalistym grzbietem Pieninek, z Sokolicy na Bajków Groń, gdzie łączy się z żółtym szlakiem prowadzącym z Krościenka do Sromowiec Niżnych. Niektóre źródła do Sokolej Perci zaliczają również odcinek Szczawnica – Sokolica. Najwyższym punktem na trasie jest szczyt Czerteż (774 m), najniższym – Przełęcz Sosnów (650 m). Niektóre fragmenty są eksponowane, szczyty Czerteża i Sokolicy zabezpieczone są poręczami. Punkty widokowe, m.in.: Sokolica, Czerteż i Białe Skały – są to skaliste, urwiste szczyty, z których widoki obejmują Pieniński Przełom Dunajca, Pieniny Właściwe, Małe Pieniny oraz Tatry.
Sokolą Perć utworzył w 1926 r. – poprzez połączenie istniejących wcześniej ścieżek i wytyczenie kilku odcinków graniowych – ks. Walenty Gadowski, twórca tatrzańskiej Orlej Perci. Pierwotnie też nazywano ją „Pienińską Orlą Percią”. Aktualna nazwa pojawiła się w druku w 1927 r.

## Przebieg szlaku
- Szczawnica
- Sokolica – 747 m
- przełęcz Sosnów – 650 m
- Czertezik – 772 m
- Czerteż – 774 m
- Ociemny Wierch – 740 m
- Białe Skały
- Bajków Gronik (Bajków Groń)[2].

Cały szlak znajduje się w znajduje się w Pienińskim Parku Narodowym w granicach Krościenka nad Dunajcem, w województwie małopolskim, w powiecie nowotarskim.

## Opis
Sokola Perć rozpoczyna się przeprawą tratwą przez Dunajec (przeprawa czynna od maja do października). Po drugiej stronie rzeki ścieżka biegnie kawałek płasko wzdłuż niej, a następnie odbija w prawo, do góry. Szlak wije się stromymi serpentynami do wysokości ok. 700 m n.p.m., po drodze mijając Polanę Sosnów z widokiem na Krościenko. Przejście tego odcinka zajmuje 45 minut. W tym miejscu odchodzi w lewo ślepa odnoga szlaku na słynący z widoku na Pieniński Przełom Dunajca szczyt Sokolicy (5 minut, wejście płatne). Dalej droga obniża się na przełęcz Sosnów (650 m), gdzie od prawej strony dochodzi  zielony szlak z Krościenka. Z przełęczy ścieżka wznosi się stromo zakosami na Czertezik (772 m, ok. 20–30 min), na którym znajduje się punkt widokowy. Za wierzchołkiem jest skrzyżowanie z kolejnym  szlakiem zielonym z Krościenka. Dalej perć kieruje się w stronę Czerteża (774 m n.p.m.), najwyższego punktu na szlaku. Pod szczytem są drewniane schodki i niewysoka, stroma skałka z poręczami (na zdjęciu obok). Z góry rozciąga się widok na Dunajec oraz Pieniny (m.in. masyw Trzech Koron, Golicę, Sokolicę). Po zejściu z najwyższej kulminacji Pieninek znajduje się następne skrzyżowanie ze szlakiem do Krościenka (z Czertezika ok. 10 min). Potem Sokola Perć wchodzi na skalistą grań Ociemnego Wierchu (740 m n.p.m.) i, dalej, Białych Skał. Na tym odcinku występuje miejscami ekspozycja oraz punkty widokowe na dolinę Pienińskiego Potoku, Trzy Korony i Przełom Dunajca. Za Białymi Skałami szlak staje się łagodniejszy, przechodzi przez Sutrówkę (749 m) i następnie na północno-wschodnim stoku Bajków Gronia, w miejscu zwanym Bańków Gronik (z Czerteża ok. 45 min), dochodzi do  żółto znakowanej ścieżki z Krościenka na przełęcz Szopkę i dalej do Sromowiec Niżnych.